# Кузнєцова Олена Яківна
Кузнєцова Олена Яківна (народилася 17.01.1960, м. Київ) — докторка педагогічних наук, професорка кафедри фізики та методики навчання фізики Бердянського державного педагогічного університету

## Освіта
У 1983 році Олена Кузнєцова  закінчила з відзнакою Київський інститут інженерів цивільної авіації

## Наукова діяльність
У 1994 р. закінчила аспірантуру і  захистила кандидатську дисертацію та отримала науковий ступінь кандидата технічних наук. У 2001 р. присвоєно вчене звання доцента кафедри фізики.
У 2013 р. захистила докторську дисертацію на тему «Теоретико-методичні засади навчання загальної фізики майбутніх інженерів авіаційних спеціальностей» за спеціальністю 13.00.02 — теорія та методика навчання (фізика) та отримала науковий ступінь доктора педагогічних наук, у 2016 р. — присвоєно вчене звання профессора кафедри теоретичної та прикладної фізики.

## Трудова діяльність
1985—2007 р. р. –  працювала в Національному авіаційному університеті (НАУ) на посадах інженера, асистента, доцента кафедри фізики;
2003 р. — 2008 р. — обіймала посаду декана факультету індивідуальної підготовки Інституту новітніх технологій Національного авіаційного університету, до 2013 р. працювала заступником директора Інституту новітніх технологій з науково-навчальної роботи;
2007—2014 р.р. — працювала на посаді професора  кафедри теоретичної та прикладної фізики НАУ;
2014—2019 р.р. — завідувачка кафедри теоретичної та прикладної фізики НАУ;
2019—2022 р.р. — Навчально-науковий центр інноваційного моніторингу якості освіти Національного технічного університету України «Київський політехнічний інститут імені Ігоря Сікорського».
2022 р. — професор кафедри фізики та методики навчання фізики БДПУ.

## Громадська діяльність
2015—2020 р.р. — член спеціалізованої вченої ради НАУ з захисту дисертацій

## Область наукових інтересів
Методика навчання фізики у вищому технічному навчальному закладі, є одним із впровадників в навчальний процес модульно-рейтингової технології навчання в курсі фізики; фізико-хімічні методи аналізу.

## Публікації
Олена Кузнєцова є автором 118 наукових та навчально-методичних праць, у тому числі 11 — співавтор навчальних посібників із грифом МОН України.

## Відзнаки
Нагороджена відзнакою в Національному авіаційному університеті «Подяка ректора» з врученням цінного подарунку, нагороджена нагрудним знаком «За сумлінну працю», нагрудним знаком «75 років Національному авіаційному університету», «Грамота ректора» за багаторічну сумлінну працю в університеті.

## Наукометрія
Kuznetsova Elena Ya.
- Scopus ID — 57195264103
- Web of Science ID — (Researcher ID) — V-6172-2018
- ORCID — 0000-0001-9728-7324